# Ramodatodes
Ramodatodes is een kevergeslacht uit de familie van de boktorren (Cerambycidae). De wetenschappelijke naam van het geslacht werd voor het eerst geldig gepubliceerd in 1982 door Villiers.

## Soorten
Ramodatodes omvat de volgende soorten:
- Ramodatodes armicollis (Fairmaire, 1902)
- Ramodatodes elegans Villiers, 1982
- Ramodatodes nigripes Villiers, 1982
- Ramodatodes rufovelutinum (Fairmaire, 1902)
- Ramodatodes sericeum Villiers, 1982